# 라미부딘/지도부딘
라미부딘/지도부딘(Lamivudine/Zidovudine, 상품명 Combivir)은 후천성면역결핍증후군 치료에 사용되는 약물이다. 이 약물은 두 가지의 항레트로바이러스 약물인 라미부딘과 지도부딘의 조합물이다. 다른 항레트로 바이러스와 함께 사용된다. 하루에 두 번 경구복용한다.
일반적인 부작용으로는 두통, 피곤함, 메스꺼움, 설사 및 열이 있다. 심각한 부작용은 골수 억제, 근육 손상, 이전에 감염된 경우 B형 간염 악화, 고혈당 및 간 부종을 포함 할 수 있다. 임신 중에 권장되는 치료의 일부일 수 있다. 두 약물 모두 뉴클레오사이드 역전사 효소 억제제(NRTI) 종류이다. 바이러스가 생산해야 하는 효소인 역전사 효소의 작용을 차단함으로써 작용한다.
라미부딘/지도부딘은 1997년 미국에서 의료용으로 승인되었다.

## 의료용
인간면역결핍 바이러스 1형(HIV-1) 감염 치료를 위해 추가의 항레트로 바이러스제와 함께 사용한다.

### 임신
라미부딘/지도부딘은 미국의 임부 투여 안정성 C로 임신 중에 아기에게 잠재적 위험이 있지만 잠재적 이점이 위험보다 클 수 있다.

## 부작용
라미부딘/지도부딘의 가장 흔한 부작용은 다른 NRTI와 유사하며 두통, 호중구 감소증, 빈혈, 메스꺼움, 구토, 근병증 및 손톱 색소 침착을 포함한다. 심각하고 잠재적으로 생명을 위협하는 부작용에는 지방간을 동반한 유산 중독이 포함되지만 드물다. 이 부작용은 대부분 지도부딘과 관련이 있다. 만성 B형 간염 바이러스(HBV) 감염이 있는 HIV 양성 환자는 라미부딘이 활성 HBV에 대한 치료를 위해 저용량으로 사용되기 때문에 라미부딘/지도부딘의 갑작스런 중단으로 발생할 수 있는 잠재적인 간염 발병 위험이 있다.

## 상호 작용

### 약물-약물 상호 작용
라미비딘/지도부딘은 활성화를 위해 세포 내 경쟁을 통해 스타부딘, 잘시타바인과 상호 작용하여 인산화를 억제한다. 또한, 지도부딘의 혈액 학적 독성의 위험을 증가시키는 콩팥독성 또는 골수 억제제(예를 들어 독소루비신)와의 알려진 상호 작용이 있다. 신장 기능 및 혈액 검사를 모니터링하여 이러한 잠재적 상호 작용을 예상할 수 있다.

### 약물-식품 상호 작용
라미부딘/지도부딘의 반감기는 음식의 영향을 받지 않았으며 음식과 함께 섭취했을 때 흡수 속도가 느려졌지만 임상적으로는 문제가 없었다. 따라서 음식과 함께 또는 공복 중에 섭취가 가능하다.

## 작용 물질
라미부딘 및 지도부딘의 조합은 2개의 뉴클레오타이드 역전사 효소 억제제(NRTI)로 구성된다.
라미부딘과 지도부딘은 HIV에 감염된 세포가 신체의 바이러스 수를 감소시키는 역전사 효소(RT)의 활성을 경쟁적으로 억제하고 감소시킨다. 라미부딘과 지도부딘은 뉴클레오사이드 유사체로 작용하며, 이는 인간 뉴클레오사이드 키네이스의 기질이다. 초기 인산화 단계는 약물의 활성에 중요하며, 숙주 키네이스에 의해 활성 5'-삼인산 형태로 전환된다. 이어서 약물은 바이러스 DNA의 성장 사슬의 말단에 혼입되어 사슬이 종결되고, 여기서 뉴클레오타이드는 성장하는 바이러스 DNA에 더 이상 첨가 될 수 없다.
라미부딘과 지도부딘 병용 요법은 약물 내성에 기여할 수 있는 HIV 바이러스의 돌연변이를 예방하기 위해 상승적으로 함께 작용하는 것으로 여겨진다.

## 약물동태학
라미부딘은 몸에 잘 흡수되어 혈관 외 공간으로 널리 퍼진다. 경구 생체 이용률은 >80%이고 약물의 대략 95%가 소변에서 변하지 않았다. 인간에서 발견되는 유일하게 알려진 대사 산물은 trans-sulfoxide이다. 라미부딘의 반감기는 10~15시간이며 혈장 단백질에 잘 결합하지 않는다.
지도부딘 또한 몸에 잘 흡수되어 뇌척수액에 침투된다. 경구 생체 이용률은 75%이며 주로 글루크론산화에 의해 간에서 대사된다. 1차 대사 산물은 GZDV로, 1차 통과 대사 후에 생성 된 비활성 대사 산물이다. 지도부딘의 반감기는 0.5~3시간이며 혈장 단백질에 잘 결합하지 않는다.

## 역사
라미부딘/지도부딘(상품명 Combivir)은 1997년 FDA의 승인을 받고 출시되었다. HIV 양성 환자를 위한 고정 용량의 첫 번째 병용 요법이었기 때문에 중요하며, 새로 진단 된 환자를위한 초기 HIV 치료에서 가장 처방된 NRTI이다. Combivir의 출시는 HIV 요법에서 새로운 혁명으로 여겨졌으며, 특히 AZT 요법의 바람직하지 않은 부작용 또는 그 당시 스타부딘 단독 요법에서 볼 수 없었던 안면 및 지방 지방 영양과 비교할 때 독성 프로파일과 내약성이 개선되었다.

## 사회와 문화
라미부딘/지도부딘은 2015년 WHO 필수 의약품 목록에 존재한다.

### 약물 제제
약물 제제 : 경구 정제
1. Combivir : 라미부딘 150mg과 지도부딘 300mg.
2. 일반 : 라미부딘 150mg과 지도부딘 300mg.[18]